# Campionati del mondo di atletica leggera 2019 - Getto del peso femminile
La gara del getto del peso femminile dei campionati del mondo di atletica leggera 2019 si è svolta tra il 2 e il 3 ottobre allo Stadio internazionale Khalifa di Doha, in Qatar.

## Podio
| Pos.    | Atleta              | Nazionalità | Misura  |
| ------- | ------------------- | ----------- | ------- |
| Oro     | Gong Lijiao         | Cina        | 19,55 m |
| Argento | Danniel Thomas-Dodd | Giamaica    | 19,47 m |
| Bronzo  | Christina Schwanitz | Germania    | 19,17 m |

## Situazione pre-gara

### Record
Prima di questa competizione, il record del mondo (RM) e il record dei campionati (RC) erano i seguenti.
| Record                | Prestazione | Atleta                               | Data                                  | Competizione  |
| --------------------- | ----------- | ------------------------------------ | ------------------------------------- | ------------- |
| Record mondiale       | 22,63 m     | Natal'ja Lisovskaja Unione Sovietica | 7 giugno 1987 Mosca, Unione Sovietica |               |
| Record dei campionati | 21,24 m     | Natal'ja Lisovskaja Unione Sovietica | 5 settembre 1987 Roma, Italia         | Mondiali 1987 |
| Record dei campionati | 21,24 m     | Valerie Adams Nuova Zelanda          | 29 agosto 2011 Taegu, Corea del Sud   | Mondiali 2011 |

### Campioni in carica
I campioni in carica, a livello mondiale e olimpico, erano:
| Campione | Atleta                      | Prestazione | Data                                   | Competizione                |
| -------- | --------------------------- | ----------- | -------------------------------------- | --------------------------- |
| Olimpico | Michelle Carter Stati Uniti | 20,63 m     | 12 agosto 2016 Rio de Janeiro, Brasile | Giochi della XXXI Olimpiade |
| Mondiale | Gong Lijiao Cina            | 19,94 m     | 9 agosto 2017 Londra, Regno Unito      | Mondiali 2017               |

### La stagione
Prima di questa gara, gli atleti con le migliori tre prestazioni dell'anno erano:
| Pos. | Atleta                       | Prestazione | Data                            |
| ---- | ---------------------------- | ----------- | ------------------------------- |
| 1    | Gong Lijiao Cina             | 20,31 m     | 29 agosto 2019 Zurigo, Svizzera |
| 2    | Chase Ealey Stati Uniti      | 19,68 m     | 29 agosto 2019 Zurigo, Svizzera |
| 3    | Danniel Thomas-Dodd Giamaica | 19,55 m     | 9 agosto 2019 Lima, Perù        |

## Risultati

### Qualificazione
La gara si è svolta il 2 ottobre alle ore 16:45. Si sono qualificati alla finale chi ha raggiunto i 18,40 m (Q) o le migliori dodici misure (q).
| Pos. | Gruppo | Atleta              | Nazionalità       | 1ª prova | 2ª prova | 3ª prova | Misura | Note |
| ---- | ------ | ------------------- | ----------------- | -------- | -------- | -------- | ------ | ---- |
| 1    | A      | Danniel Thomas-Dodd | Giamaica          | 17,60    | 18,06    | 19,32    | 19,32  | Q    |
| 2    | B      | Magdalyn Ewen       | Stati Uniti       | 19,21    |          |          | 19,21  | Q    |
| 3    | B      | Gong Lijiao         | Cina              | 18,96    |          |          | 18,96  | Q    |
| 4    | A      | Michelle Carter     | Stati Uniti       | 18,85    |          |          | 18,85  | Q    |
| 5    | B      | Dimitriana Surdu    | Moldavia          | 18,71    |          |          | 18,71  | Q    |
| 6    | A      | Sophie McKinna      | Gran Bretagna     | 17,74    | 18,05    | 18,61    | 18,61  | Q    |
| 7    | B      | Christina Schwanitz | Germania          | 18,52    |          |          | 18,52  | Q    |
| 8    | A      | Alëna Dubickaja     | Bielorussia       | 18,51    |          |          | 18,51  | Q    |
| 9    | B      | Anita Márton        | Ungheria          | 18,29    | 18,44    |          | 18,44  | Q    |
| 10   | A      | Chase Ealey         | Stati Uniti       | 17,90    | x        | 18,35    | 18,35  | q    |
| 11   | A      | Brittany Crew       | Canada            | 17,35    | 18,30    | 18,24    | 18,30  | q    |
| 12   | A      | Paulina Guba        | Polonia           | 17,36    | 18,04    | x        | 18,04  | q    |
| 13   | A      | Sara Gambetta       | Germania          | 17,59    | 18,01    | 17,41    | 18,01  |      |
| 14   | B      | Fanny Roos          | Svezia            | x        | 18,01    | 17,39    | 18,01  |      |
| 15   | B      | Klaudia Kardasz     | Polonia           | x        | 16,86    | 17,79    | 17,79  |      |
| 16   | B      | Emel Dereli         | Turchia           | 16,51    | x        | 17,71    | 17,71  |      |
| 17   | A      | Zhang Linru         | Cina              | x        | 17,06    | 17,65    | 17,65  |      |
| 18   | B      | Alena Pasechnik     | Bielorussia       | 17,55    | x        | 17,42    | 17,55  |      |
| 19   | A      | Portious Warren     | Trinidad e Tobago | 17,43    | 17,46    | x        | 17,46  |      |
| 20   | B      | Alina Kenzel        | Germania          | 16,58    | 17,46    | 17,42    | 17,46  |      |
| 21   | A      | Geisa Arcanjo       | Brasile           | 17,30    | x        | 17,45    | 17,45  |      |
| 22   | B      | Noora Salem Jasim   | Bahrein           | 17,36    | x        | 16,83    | 17,36  |      |
| 23   | A      | Song Jiayuan        | Cina              | 15,14    | 17,10    | 17,24    | 17,24  |      |
| 24   | B      | Sarah Mitton        | Canada            | 16,27    | x        | 17,24    | 17,24  |      |
| 25   | B      | Maddison-Lee Wesche | Nuova Zelanda     | 16,55    | 17,22    | x        | 17,22  |      |
| 26   | A      | Oyesade Olatoye     | Nigeria           | 16,97    | x        | x        | 16,97  |      |
| 27   | A      | Ahymará Espinoza    | Venezuela         | x        | 16,89    | x        | 16,89  |      |

### Finale
La gara si è svolta il 3 ottobre a partire dalle ore 22:35.
| Pos. | Atleta              | Nazionalità   | 1ª prova | 2ª prova | 3ª prova | 4ª prova | 5ª prova | 6ª prova | Misura | Note |
| ---- | ------------------- | ------------- | -------- | -------- | -------- | -------- | -------- | -------- | ------ | ---- |
|      | Gong Lijiao         | Cina          | 19,07    | 19,42    | 19,21    | 19,55    | x        | x        | 19,55  |      |
|      | Danniel Thomas-Dodd | Giamaica      | 18,97    | 19,02    | 19,36    | 19,05    | x        | 19,47    | 19,47  |      |
|      | Christina Schwanitz | Germania      | 18,61    | 18,87    | 18,68    | 18,67    | 19,17    | 18,44    | 19,17  |      |
| 4    | Magdalyn Ewen       | Stati Uniti   | 18,04    | 18,48    | 18,79    | 18,91    | 18,93    | x        | 18,93  |      |
| 5    | Anita Márton        | Ungheria      | 18,75    | 18,41    | 18,37    | 18,28    | 18,18    | 18,86    | 18,86  |      |
| 6    | Alëna Dubickaja     | Bielorussia   | 18,66    | 18,48    | 18,86    | 18,36    | 18,58    | 18,55    | 18,86  |      |
| 7    | Chase Ealey         | Stati Uniti   | 18,70    | 18,25    | x        | x        | 18,82    | 18,61    | 18,82  |      |
| 8    | Brittany Crew       | Canada        | 18,46    | 18,18    | x        | 18,55    | 18,40    | 17,46    | 18,55  |      |
| 9    | Michelle Carter     | Stati Uniti   | 18,32    | 18,31    | 18,41    |          |          |          | 18,41  |      |
| 10   | Paulina Guba        | Polonia       | 18,02    | 17,97    | x        |          |          |          | 18,02  |      |
| 11   | Sophie McKinna      | Gran Bretagna | 17,99    | 17,85    | 17,68    |          |          |          | 17,99  |      |
| 12   | Dimitriana Surdu    | Moldavia      | 17,64    | 17,45    | x        |          |          |          | 17,64  |      |